# Ołeksandr Safonow
Ołeksandr Ołeksandrowycz Safonow, ukr. Олександр Олександрович Сафонов (ur. 17 grudnia 1991 w Znamjance w obwodzie kirowohradzkim) – ukraiński piłkarz, grający na pozycji obrońcy.

## Kariera piłkarska

### Kariera klubowa
Wychowanek klubów Olimpik Kirowohrad i Ametyst Oleksandria w juniorskich mistrzostwach Ukrainy (DJuFL). Karierę piłkarską rozpoczął w 2008 w drużynie Ametyst Ołeksandria. Latem 2011 został zaproszony do FK Ołeksandrija, ale występował jedynie w młodzieżowym składzie klubu. Potem występował w zespołach amatorskich Burewisnyk Petrowe i AF Piatychaćka Wołodymyriwka. W 2014 został piłkarzem klubu Inhułeć Petrowe. Na początku 2015 zasilił Czerkaśkyj Dnipro Czerkasy. W sierpniu 2016 przeniósł się do MFK Mikołajów. Zimą sezonu 2016/17 grał również w halowej drużynie Nowa Policja Kropywnycki. W lutym 2017 przeszedł do FK Słuck. 1 grudnia 2017 opuścił słucki klub. Następnie został piłkarzem Wołyni Łuck. 27 lipca 2018 wrócił do czerkaskiego klubu, który już nazywał się Czerkaszczyna-Akademia.

## Sukcesy i odznaczenia

### Sukcesy klubowe
- wicemistrz Perszej Lihi: 2015/16
- mistrz Drugiej Lihi: 2014/15